# Górnik Zabrze w sezonie 1967/1968
Sezon 1967/1968 był 20. sezonem w historii klubu i 13. z kolei na najwyższym poziomie rozgrywek ligowych. Górnik zakończył rozgrywki I ligi na trzecim miejscu. Po raz drugi w historii zdobył Puchar Polski. Jako Mistrz Polski w sezonie 1966/1967 uczestniczył w rozgrywkach Pucharu Europy Mistrzów Klubowych docierając do ćwierćfinału.

## Stadion
Miejscem rozgrywania spotkań domowych był otwarty w 1934 roku i przebudowany w 1958 roku stadion przy obecnej ul. Roosevelta 81 mieszczący ok. 35.000 widzów. Spotkania rozegrane w ramach Pucharu Europy Mistrzów Klubowych odbywały się na Stadionie Śląskim w Chorzowie:
- z Djurgårdens IF - 35.665 widzów
- z Dynamem Kijów - ok. 100.000 widzów
- z Manchesterem United - ok. 90.000 widzów

* Spotkanie rozegrane w ramach Pucharu Polski
Informacje dotyczące frekwencji według Przeglądu Sportowego (www.wikigornik.pl)

## I Liga

### Tabela
| Poz. | Drużyna            | M  | Punkty | Z           | R           | P           | Bramki | Bramki | Bramki |
| Poz. | Drużyna            | M  | Punkty | Z           | R           | P           | +      | -      | +/-    |
| ---- | ------------------ | -- | ------ | ----------- | ----------- | ----------- | ------ | ------ | ------ |
| 1    | Ruch Chorzów       | 26 | 38     | brak danych | brak danych | brak danych | 56     | 26     | 30     |
| 2    | Legia Warszawa     | 26 | 35     | brak danych | brak danych | brak danych | 36     | 15     | 21     |
| 3    | Górnik Zabrze      | 26 | 33     | 13          | 7           | 6           | 52     | 27     | 25     |
| 4    | Polonia Bytom      | 26 | 26     | brak danych | brak danych | brak danych | 31     | 31     | 0      |
| 5    | Zagłębie Sosnowiec | 26 | 26     | brak danych | brak danych | brak danych | 28     | 29     | -1     |

    runda wstępna Pucharu Europy Mistrzów Klubowych

### Wyniki spotkań
| Mecz           | Data            | Stadion   | Przeciwnik         | Wynik | Punkty | Strzelcy                                     |
| -------------- | --------------- | --------- | ------------------ | ----- | ------ | -------------------------------------------- |
| Runda jesienna |                 |           |                    |       |        |                                              |
| 1              | 13 sierpnia     | Opole     | Odra Opole         | 0:1   | 0      | -                                            |
| 2              | 20 sierpnia     | Zabrze    | Szombierki Bytom   | 1:1   | 1      | Lubański                                     |
| 3              | 26 sierpnia     | Sosnowiec | Zagłębie Sosnowiec | 2:2   | 2      | Szołtysik, Bazan (sam.)                      |
| 4              | 30 sierpnia     | Zabrze    | Gwardia Warszawa   | 4:1   | 4      | Szołtysik, Lubański (3)                      |
| 5              | 3 września      | Szczecin  | Pogoń Szczecin     | 0:2   | 4      | -                                            |
| 6              | 24 września     | Katowice  | GKS Katowice       | 1:2   | 4      | Szołtysik                                    |
| 7              | 27 września     | Zabrze    | Wisła Kraków       | 4:2   | 6      | Wilczek, Lentner (2), Lubański               |
| 8              | 11 października | Zabrze    | Śląsk Wrocław      | 0:0   | 7      | -                                            |
| 9              | 15 października | Łódź      | ŁKS Łódź           | 1:0   | 9      | Wilczek                                      |
| 10             | 18 października | Bytom     | Polonia Bytom      | 2:2   | 10     | Szołtysik, Lubański                          |
| 11             | 22 października | Zabrze    | Legia Warszawa     | 2:1   | 12     | Deja, Lubański                               |
| 12             | 5 listopada     | Rzeszów   | Stal Rzeszów       | 2:1   | 14     | Lubański (2)                                 |
| 13             | 12 listopada    | Zabrze    | Ruch Chorzów       | 4:1   | 16     | Lubański (4)                                 |
| Runda wiosenna |                 |           |                    |       |        |                                              |
| 14             | 9 marca         | Zabrze    | Odra Opole         | 6:0   | 18     | Wilczek (2), Lubański (2), Lentner, Musiałek |
| 15             | 17 marca        | Bytom     | Szombierki Bytom   | 0:2   | 18     | -                                            |
| 16             | 24 marca        | Zabrze    | Zagłębie Sosnowiec | 1:2   | 18     | Lubański                                     |
| 17             | 31 marca        | Warszawa  | Gwardia Warszawa   | 3:1   | 20     | Deja, Szołtysik, Musiałek                    |
| 18             | 7 kwietnia      | Zabrze    | Pogoń Szczecin     | 1:1   | 21     | Szołtysik                                    |
| 19             | 21 kwietnia     | Wrocław   | Śląsk Wrocław      | 2:0   | 23     | Lubański, Lentner                            |
| 20             | 28 kwietnia     | Zabrze    | GKS Katowice       | 3:1   | 25     | Deja (2), Lubański                           |
| 21             | 19 maja         | Kraków    | Wisła Kraków       | 0:0   | 26     | -                                            |
| 22             | 25 maja         | Zabrze    | Polonia Bytom      | 2:0   | 28     | Lubański, Musiałek                           |
| 23             | 2 czerwca       | Zabrze    | ŁKS Łódź           | 3:1   | 30     | Lubański (2), Deja                           |
| 24             | 13 czerwca      | Warszawa  | Legia Warszawa     | 0:0   | 31     | -                                            |
| 25             | 16 czerwca      | Zabrze    | Stal Rzeszów       | 7:0   | 33     | Musiałek (2), Deja (2), Lubański (3)         |
| 26             | 23 czerwca      | Chorzów   | Ruch Chorzów       | 1:3   | 33     | Szołtysik                                    |

    zwycięstwo     remis     porażka

## Puchar Polski
Górnik rozpoczął rozgrywki Pucharu Polski od 1/16 finału. Po raz drugi w historii zdobył trofeum.
| Faza  | Data        | Stadion | Przeciwnik         | Wynik | Strzelcy                                 |
| ----- | ----------- | ------- | ------------------ | ----- | ---------------------------------------- |
| 1/16  | 3 grudnia   | Kraków  | Wawel Kraków       | 5:0   | Lubański, Szołtysik (2), Lentner, Klencz |
| 1/8   | 14 kwietnia | Łódź    | ŁKS Łódź           | 4:1   | Lentner, Musiałek (2), Skowronek         |
| 1/4   | 5 maja      | Zabrze  | Zagłębie Sosnowiec | 1:0   | Lubański                                 |
| 1/2   | 29 maja     | Poznań  | Lech Poznań        | 2:0   | Szołtysik, Lubański                      |
| Finał | 26 czerwca  | Chorzów | Ruch Chorzów       | 3:0   | Lubański (3)                             |

    zwycięstwo

## Puchar Europy Mistrzów Klubowych
Górnik rozpoczął rozgrywki Pucharu Europy Mistrzów Klubowych od I rundy (1/16 finału). Odpadł z rozgrywek w ćwierćfinale przegrywając w dwumeczu z Manchesterem United.
| Faza | Data           | Stadion    | Przeciwnik        | Wynik | Strzelcy              |
| ---- | -------------- | ---------- | ----------------- | ----- | --------------------- |
| 1/16 | 20 września    | Chorzów    | Djurgårdens IF    | 3:0   | Lubański (2), Lentner |
| 1/16 | 4 października | Sztokholm  | Djurgårdens IF    | 1:0   | Musiałek              |
| 1/8  | 17 listopada   | Kijów      | Dynamo Kijów      | 2:1   | Szołtysik, Lubański   |
| 1/8  | 29 listopada   | Chorzów    | Dynamo Kijów      | 1:1   | Szołtysik             |
| 1/4  | 28 lutego      | Manchester | Manchester United | 0:2   | -                     |
| 1/4  | 13 marca       | Chorzów    | Manchester United | 1:0   | Lubański              |

    zwycięstwo     remis     porażka

## Mecze towarzyskie
| Data        | Przeciwnik         | Miejsce     | Wynik | Strzelcy                                           |
| ----------- | ------------------ | ----------- | ----- | -------------------------------------------------- |
| 20 lipca    | Czerno More Warna  | Warna       | 3:1   | Klencz, Lubański, Wilczek                          |
| 24 lipca    | Łudogorec Razgrad  | brak danych | 1:0   | Pohl                                               |
| 9 sierpnia  | Urania Ruda Śląska | brak danych | 2:0   | brak danych                                        |
| 1967        | Polonia Bytom      | Częstochowa | 2:2*  | Deja (2)                                           |
| 1967        | GKS Katowice       | Częstochowa | 2:2*  | brak danych                                        |
| 10 września | Ruch Chorzów       | Chorzów     | 1:0   | Lentner                                            |
| 12 grudnia  | Club Brugge        | Brugia      | 3:1   | Wilczek, Lubański, Lentner                         |
| 19 grudnia  | RFC Liège          | Liège       | 2:2   | Olek, Kuchta                                       |
| 22 grudnia  | KVK Tienen         | Tirlemont   | 6:1   | Wilczek, Kuchta, Musiałek, Lubański, Lentner, Olek |
| 21 stycznia | Polonia Bydgoszcz  | Bydgoszcz   | 1:0   | brak danych                                        |
| 25 stycznia | Szubinianka Szubin | brak danych | 7:0   | brak danych                                        |
| 31 stycznia | ROW Rybnik         | Rybnik      | 1:0   | Musiałek                                           |
| 8 lutego    | Dinamo Tbilisi     | Tbilisi     | 2:0   | Lentner, Kuchta                                    |
| 11 lutego   | Dinamo Tbilisi     | Tbilisi     | 2:1   | Lentner, Lubański                                  |
| 14 lutego   | Torpedo Moskwa     | Tbilisi     | 0:0   | -                                                  |
| 16 lutego   | Torpedo Kutaisi    | brak danych | 2:0   | Musiałek, Lubański                                 |
| 21 lutego   | Bányász Tatabánya  | Chorzów     | 2:0   | Lentner, Lubański                                  |

* zwycięstwo po rzutach karnych
    zwycięstwo     remis

## Zawodnicy

### Skład
| Zawodnik             | Data urodzenia       | W klubie od | Poprzedni klub       | I Liga    | I Liga | Puchar Polski | Puchar Polski | PEMK | PEMK | RAZEM | RAZEM | Uwagi                 |
| -------------------- | -------------------- | ----------- | -------------------- | --------- | ------ | ------------- | ------------- | ---- | ---- | ----- | ----- | --------------------- |
| Zawodnik             | Data urodzenia       | W klubie od | Poprzedni klub       | Bramkarze |        |               |               |      |      |       |       | Uwagi                 |
| Jan Gomola           | 05 sierpnia 1941     | 1964        | Kuźnia Ustroń        | 3         | -      | 2             | -             | -    | -    | 5     | -     |                       |
| Hubert Kostka        | 27 maja 1940         | 1961        | Unia Racibórz        | 24        | -      | 4             | -             | 6    | -    | 34    | -     |                       |
| Obrońcy              |                      |             |                      |           |        |               |               |      |      |       |       |                       |
| Stefan Florenski     | 17 grudnia 1933      | 1957        | Sośnica Gliwice      | 22        | -      | 5             | -             | 6    | -    | 33    | -     |                       |
| Jerzy Gorgoń         | 18 lipca 1949        | 1968        | Górnik Mikulczyce    | 4         | -      | -             | -             | -    | -    | 4     | -     |                       |
| Rainer Kuchta        | 8 lipca 1943         | 1965        | Piast Gliwice        | 25        | -      | 5             | -             | 5    | -    | 35    | -     |                       |
| Stanisław Oślizło    | 13 listopada 1937    | 1960        | Górnik Radlin        | 25        | -      | 5             | -             | 6    | -    | 36    | -     |                       |
| Pomocnicy            |                      |             |                      |           |        |               |               |      |      |       |       |                       |
| Alojzy Deja          | 20 stycznia 1949     | 1967        | Jedność Michałkowice | 18        | 7      | 4             | -             | 4    | -    | 26    | 7     |                       |
| Norbert Gwosdek      | 24 października 1939 | 1962        | wychowanek           | 1         | -      | -             | -             | -    | -    | 1     | -     |                       |
| Karol Kapciński      | 6 kwietnia 1943      | 1962        | Unia Oświęcim        | 2         | -      | -             | -             | -    | -    | 2     | -     |                       |
| Joachim Kubek        | 20 marca 1946        | 1966        | ROW Rybnik           | 5         | -      | 1             | -             | -    | -    | 6     | -     |                       |
| Henryk Latocha       | 8 czerwca 1943       | 1965        | Górnik Lędziny       | 23        | -      | 4             | -             | 6    | -    | 33    | -     |                       |
| Alfred Olek          | 23 lipca 1940        | 1965        | Naprzód Lipiny       | 26        | -      | 4             | -             | 6    | -    | 36    | -     |                       |
| Hubert Skowronek     | 3 grudnia 1941       | 1967        | Śląsk Wrocław        | 7         | -      | 1             | 1             | 1    | -    | 9     | 1     |                       |
| Zygfryd Szołtysik    | 24 października 1942 | 1962        | Zryw Chorzów         | 24        | 7      | 5             | 2             | 5    | 2    | 34    | 11    |                       |
| Napastnicy           |                      |             |                      |           |        |               |               |      |      |       |       |                       |
| Zygmunt Klencz       | 3 lipca 1943         | 1967        | Czarni Żagań         | -         | -      | 1             | 1             | -    | -    | 1     | 1     |                       |
| Henryk Latocha       | 8 czerwca 1943       | 1966        | Górnik Lędziny       | 1         | -      | -             | -             | -    | -    | 1     | -     |                       |
| Roman Lentner        | 15 grudnia 1937      | 1956        | Czarni Chropaczów    | 24        | 4      | 3             | 2             | 3    | 1    | 30    | 7     |                       |
| Włodzimierz Lubański | 28 lutego 1947       | 1963        | GKS Gliwice          | 24        | 24     | 4             | 5             | 6    | 4    | 34    | 33    | król strzelców I ligi |
| Jerzy Musiałek       | 14 października 1942 | 1961        | GKS Gliwice          | 22        | 5      | 4             | 2             | 6    | 1    | 32    | 8     |                       |
| Edward Olszówka      | 9 lipca 1937         | 1960        | Naprzód Lipiny       | 3         | -      | 1             | -             | -    | -    | 4     | -     |                       |
| Erwin Wilczek        | 20 listopada 1940    | 1959        | Zryw Chorzów         | 19        | 4      | 4             | -             | 6    | -    | 29    | 4     |                       |

### Transfery
| Poz | Nazwisko         | Poprzedni klub       |
| --- | ---------------- | -------------------- |
| PO  | Alojzy Deja      | Jedność Michałkowice |
| OB  | Jerzy Gorgoń     | Górnik Mikulczyce    |
| NA  | Henryk Latocha   | Górnik Lędziny       |
| NA  | Zygmunt Klencz   | Czarni Żagań         |
| PO  | Hubert Skowronek | Śląsk Wrocław        |

| Poz | Nazwisko          | Nowy klub                    |
| --- | ----------------- | ---------------------------- |
| OB  | Henryk Broja      | ROW Rybnik                   |
| PO  | Joachim Czok      | ROW Rybnik                   |
| PO  | Zygmunt Dudys     | Śląsk Wrocław                |
| PO  | Jan Kowalski      | Śląsk Wrocław                |
| NA  | Ernest Pohl       | Polonia Greenpoint Nowy Jork |
| OB  | Waldemar Słomiany | FC Schalke 04                |
| OB  | Piotr Strączek    | Unia Racibórz                |
| PO  | Tadeusz Wanat     | Śląsk Wrocław                |

#### Skład podstawowy
| Poz | Zawodnik             | I Liga | Puchar Polski | PEMK | RAZEM |
| --- | -------------------- | ------ | ------------- | ---- | ----- |
| PO  | Alfred Olek          | 26     | 4             | 6    | 36    |
| OB  | Stanisław Oślizło    | 25     | 5             | 6    | 36    |
| OB  | Rainer Kuchta        | 25     | 5             | 5    | 35    |
| BR  | Hubert Kostka        | 24     | 4             | 6    | 34    |
| PO  | Henryk Latocha       | 24     | 4             | 6    | 34    |
| NA  | Włodzimierz Lubański | 24     | 4             | 6    | 34    |
| OB  | Stefan Florenski     | 22     | 5             | 6    | 33    |
| PO  | Zygfryd Szołtysik    | 23     | 5             | 5    | 33    |
| NA  | Jerzy Musiałek       | 19     | 4             | 6    | 29    |
| NA  | Erwin Wilczek        | 18     | 4             | 6    | 28    |
| NA  | Roman Lentner        | 21     | 3             | 3    | 27    |
| PO  | Alojzy Deja          | 16     | 4             | 4    | 24    |
| PO  | Hubert Skowronek     | 6      | 1             | 1    | 8     |
| PO  | Joachim Kubek        | 4      | 1             | -    | 5     |
| BR  | Jan Gomola           | 2      | 1             | -    | 3     |
| OB  | Jerzy Gorgoń         | 2      | -             | -    | 2     |
| PO  | Karol Kapciński      | 2      | -             | -    | 2     |
| NA  | Edward Olszówka      | 1      | 1             | -    | 2     |
| PO  | Norbert Gwosdek      | 1      | -             | -    | 1     |

    podstawowa jedenastka